# Saint-Benoist-sur-Vanne

Saint-Benoist-sur-Vanne este o comună în departamentul Aube din nord-estul Franței. În 1 ianuarie 2022 avea o populație de 229 de locuitori.